# Heiliges Grab (Liberec)

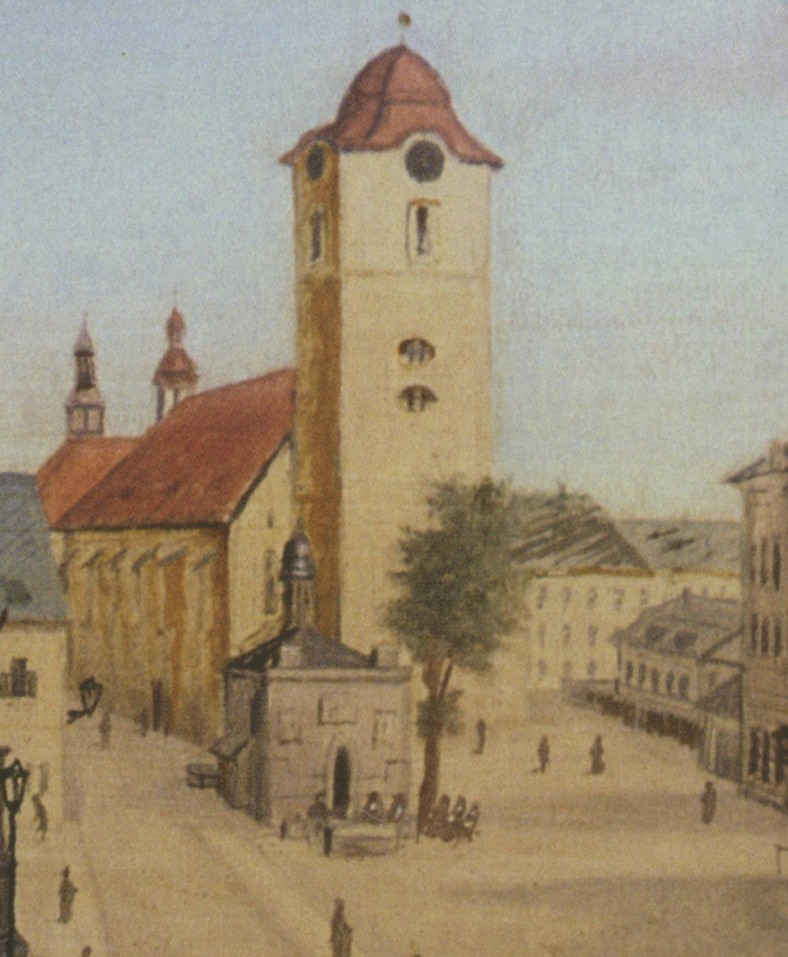
Heiliges Grab in Liberec vor der Antoniuskirche (19. Jahrhundert)

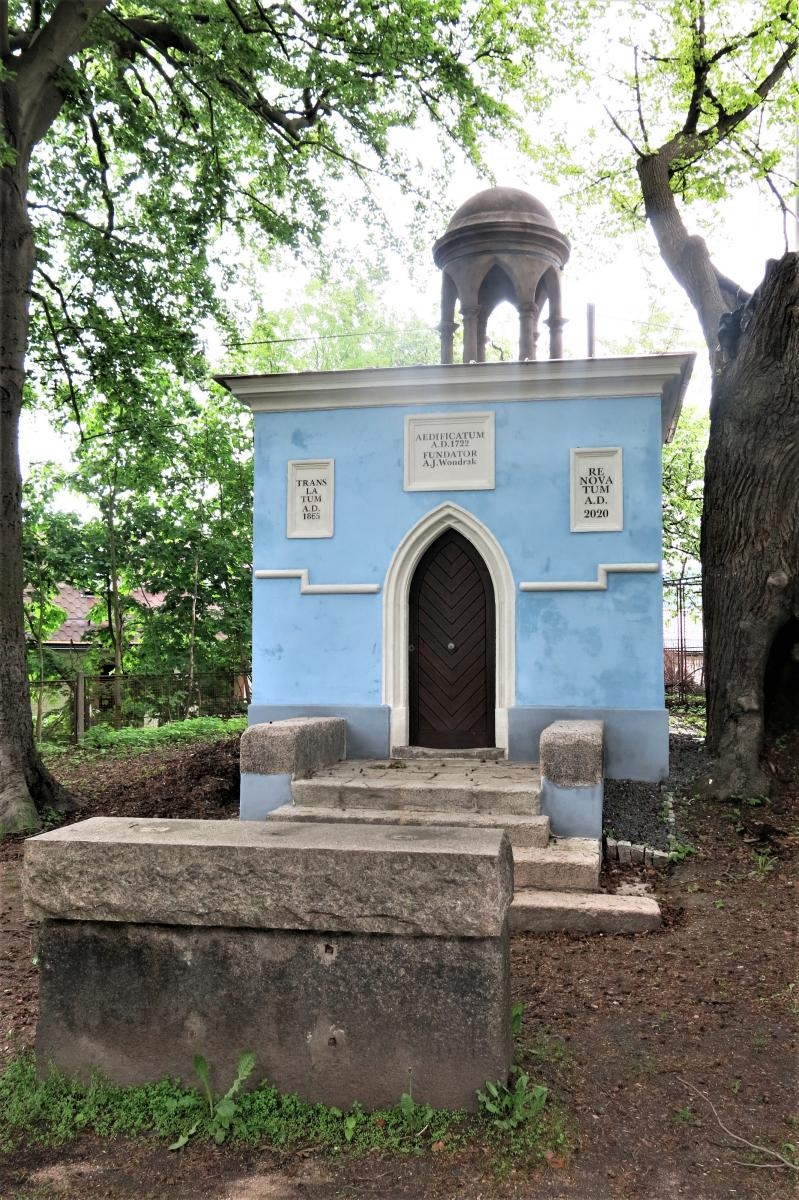
Heilig-Grab-Kapelle am heutigen Standort hinter dem Kreuzweg bei der Kreuzkirche in Liberec

Die Kapelle des Heiligen Grabes in Liberec (deutsch: Reichenberg, Nordböhmen) ist ein Nachbau der Heiliggrabkirche in Jerusalem. Als Vorbild diente das Heilige Grab in Görlitz.

## Lage
In der Nähe der Kapelle, als sie noch am Neustädter Platz stand, befand sich die Antoniuskirche und Richtung Platzmitte eine Mariensäule. Heute steht die Heilig-Grab-Kapelle hinter dem Kreuzweg bei der Kreuzkirche. Auch die Mariensäule steht heute wieder in der Nähe der Grabkapelle, und zwar vor dem Kreuzweg.

## Geschichte
Das Heilige Grab in Liberec wurde von dem bürgerlichen Tuchmachermeister Andreas Joseph Wondrak auf dem Kirchhof der Dekanalkirche St. Anton in Liberec erbaut (Fertigstellung am 30. Juli 1772) und am 8. September (Mariä Geburt) 1772 durch den Dekan Anton Kopsch geweiht. Die Pläne stammten von Johann Joseph Kunze. Gleichzeitig sorgte Wondrak für eine Stiftung, die sich um die Instandhaltung der Kapelle kümmern sollte. Sie existierte bis mindestens ins 20. Jahrhundert, ihre weitere Geschichte ist unbekannt.
Anlässlich der Renovierung der Antoniuskirche stellte Ferdinand Lambel am 5. August 1862 im „Stadtverordneten-Kollegium“ den Antrag auf Übertragung des Gebäudes an einem anderen Ort. Es wurden durch die Wondrak-Stiftung freiwillige Spenden zur Deckung der Kosten gesammelt, das Bezirksbauamt setzte den Bauplatz hinter dem Kreuzweg bei der Kreuzkirche fest, was das Kollegium am 20. Oktober 1864 genehmigte. Die Übertragung begann im Juli 1865.
Offenbar wurde das Gebäude abgebaut und vollständig neu erbaut, denn der „Graf hatte 7000 Stück Ziegel dazu gespendet“, die Stadtgemeinde am 17. Mai 1865 380 Gulden („fl.“).
Im Jahr 1986 wurde die Kapelle renoviert, noch vor dem Jahr 1990 wurde aber das Kupferblech vom Dach gestohlen. Über 30 Jahre drang bei Regen Feuchtigkeit in das Gebäude ein, sodass schon Sträucher gewachsen waren. Von September bis Anfang Dezember 2020 wurde sie schließlich renoviert, am 8. Dezember durch den katholischen Priester und Erzdiakon Radek Jurnečka geweiht.

## Trivia
Über dem Eingang der Kapelle steht wahrscheinlich seit 1865 die irrtümliche Jahreszahl 1722 statt 1772. Aus denkmalschutztechnischen Gründen wurde dies bei der Renovierung im Jahr 2020 auch nicht behoben.

## Galerie

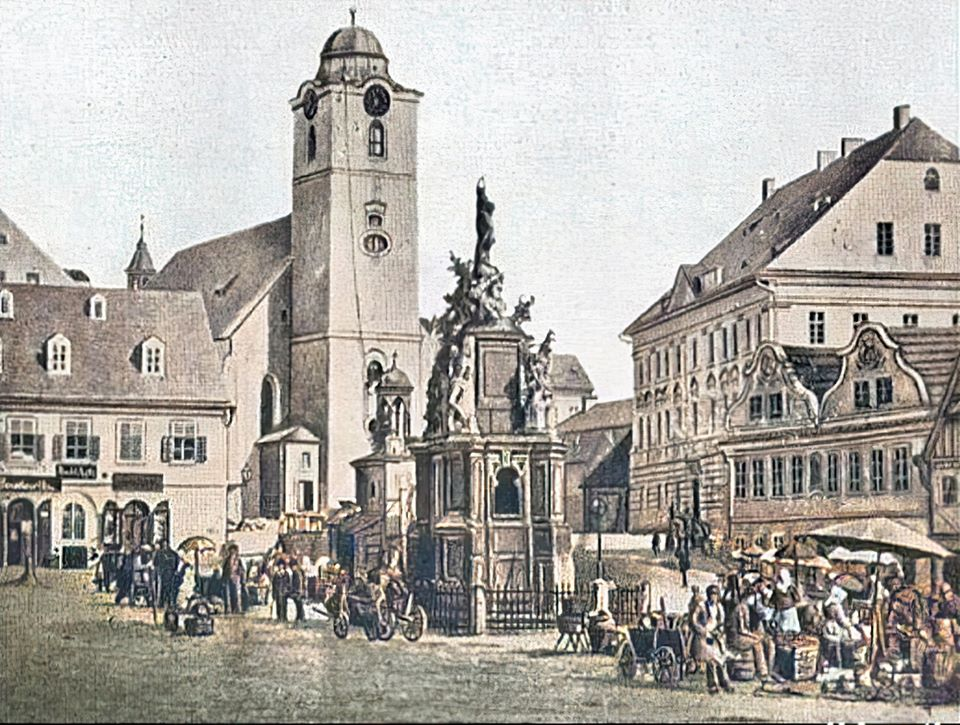
Heiliges Grab im Hintergrund der Mariensäule, vor Antoniuskirche (18. / 19. Jh.)
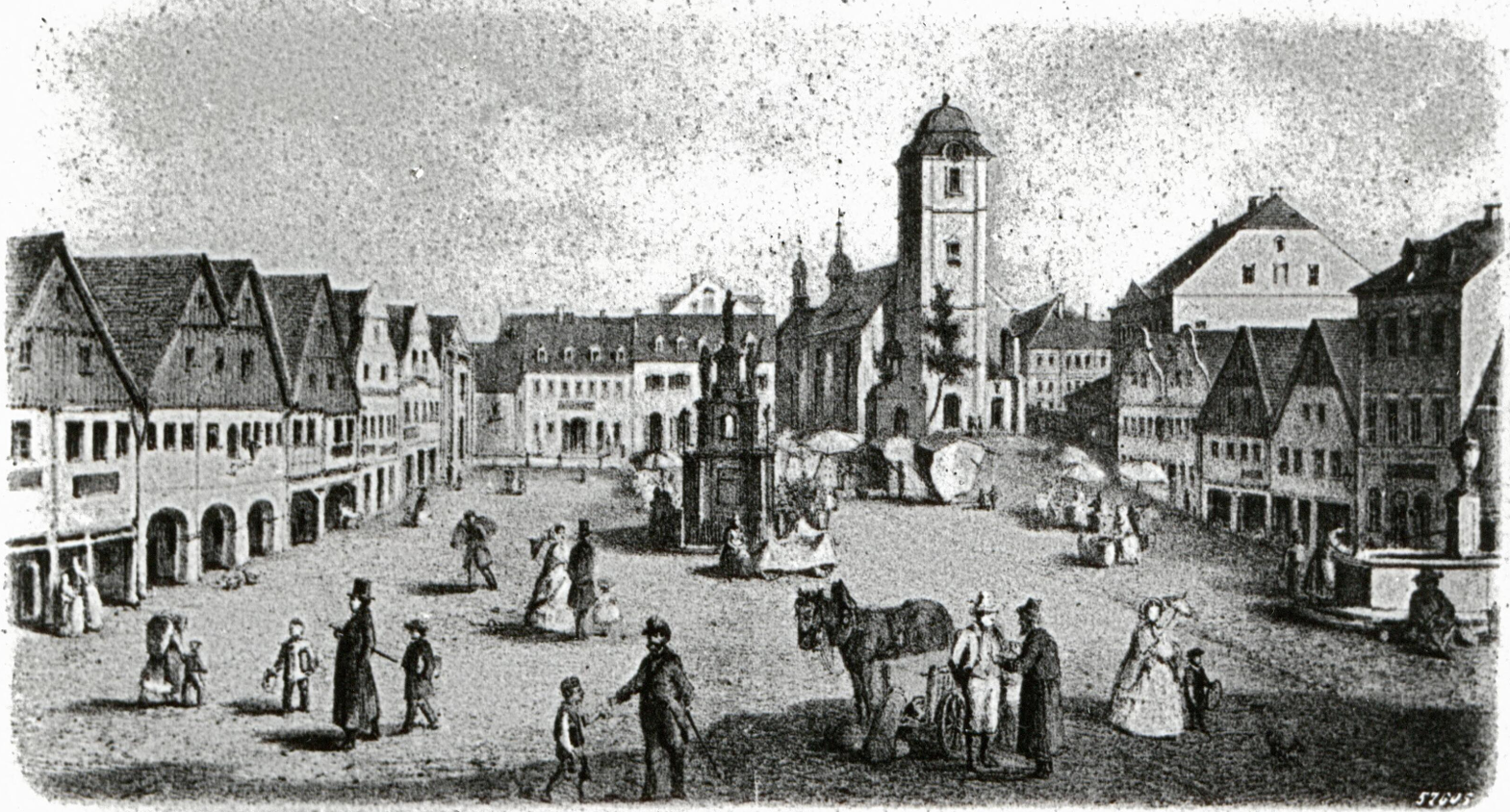
Mariensäule im Mittelpunkt des Sokolov-Platzes; Hl. Grab vor Antoniuskirche (1861)
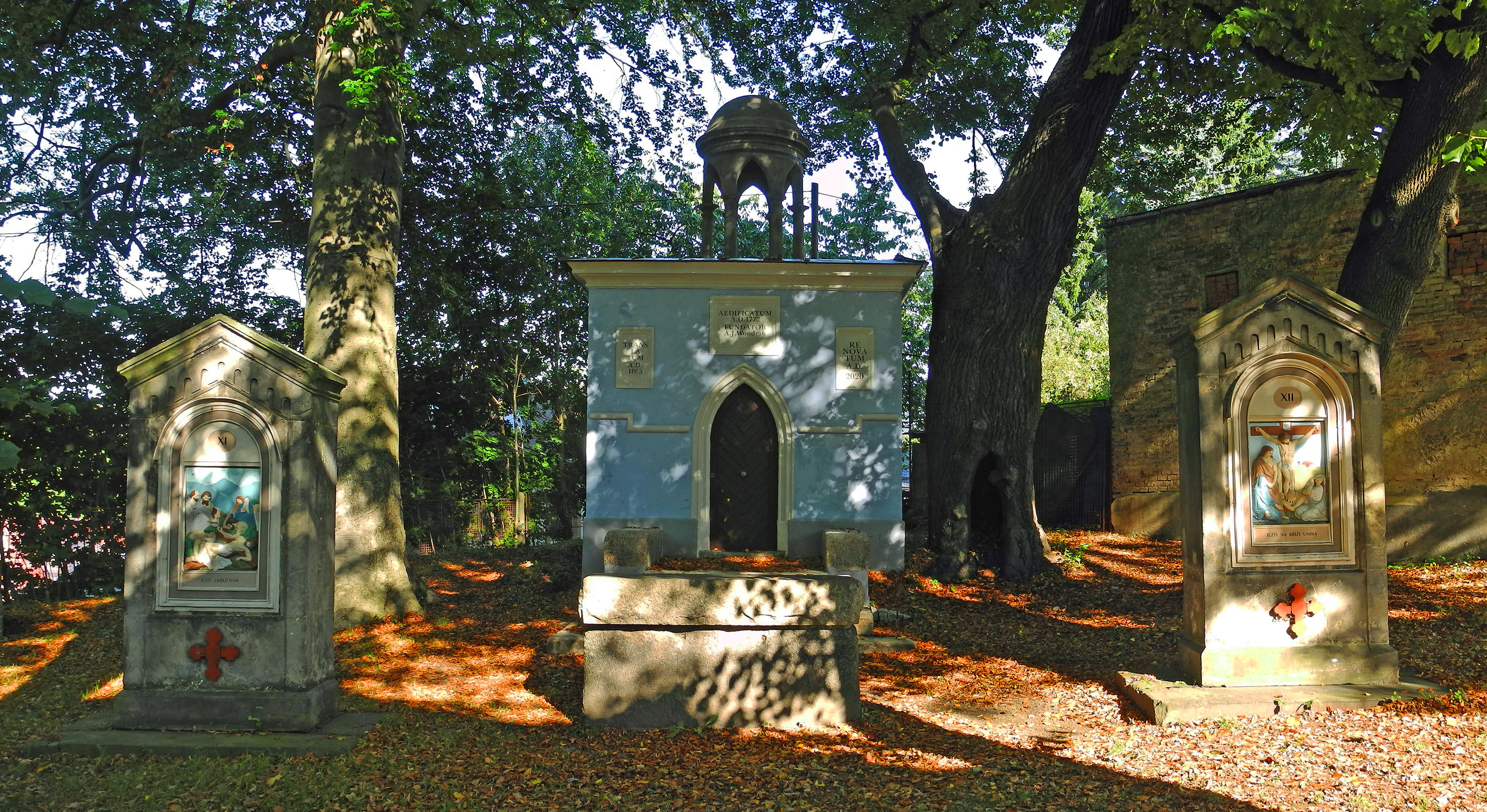
Heiliges Grab hinter dem Kreuzweg
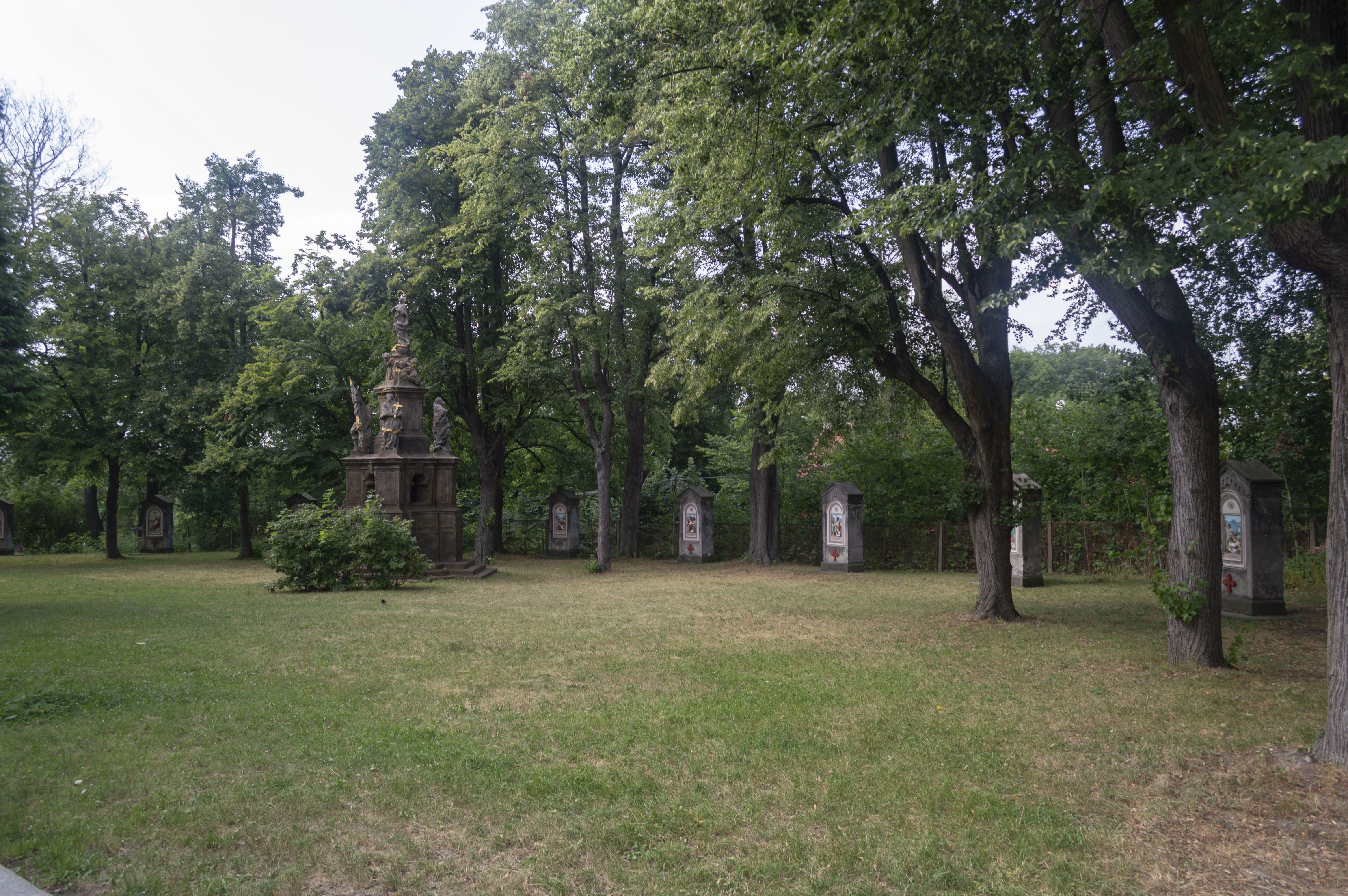
Mariensäule vor dem Kreuzweg
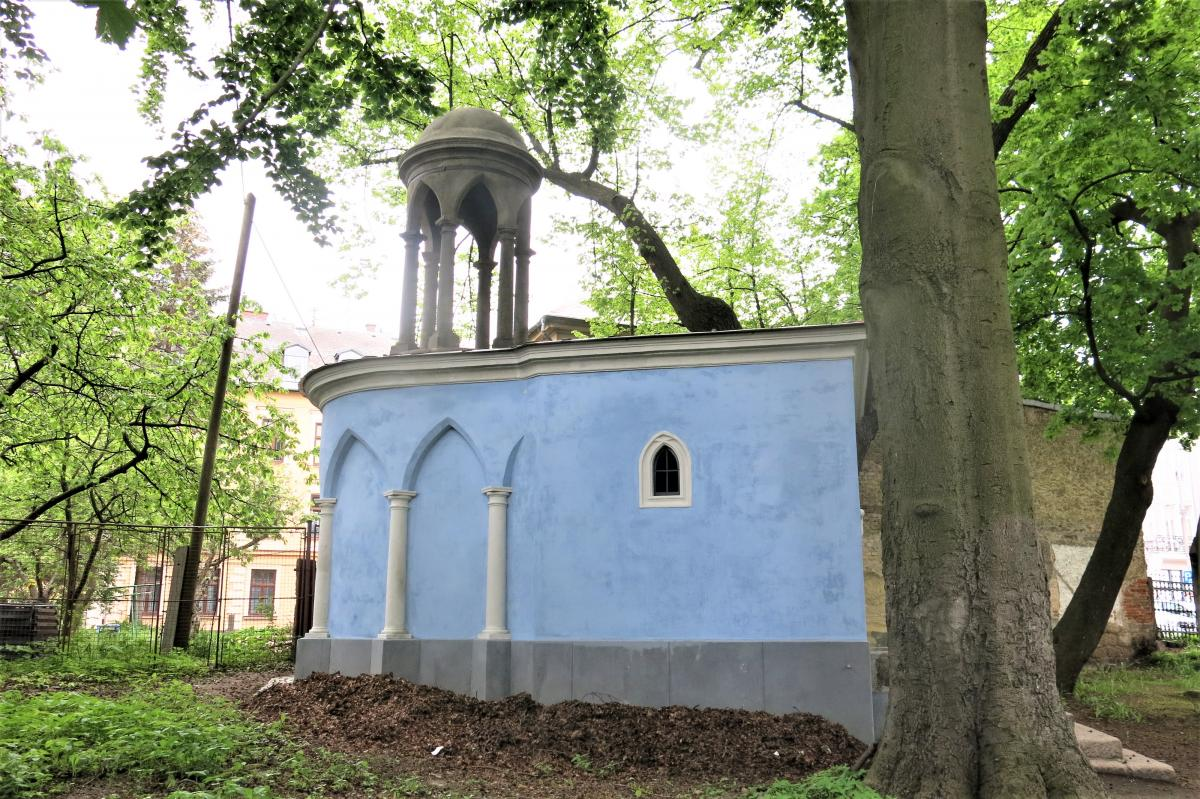
Heiliges Grab von der Seite